# بی‌پروا و بی‌امان
بی پروا و بی‌امان (به انگلیسی: Reckless & Relentless) دومین آلبوم استادیویی گروه متال‌کور انگلیسی اسکینگ الکزندریا است که در ۵ آوریل ۲۰۱۱ توسط سومریان منتشر شد. این آلبوم ۱۲ ترک دارد.

## فهرست آهنگ‌ها
| شماره      | نام                             | مدت   |
| ---------- | ------------------------------- | ----- |
| ۱.         | «خوش آمدی»                      | ۱:۴۹  |
| ۲.         | «جنون عزیز»                     | ۳:۰۹  |
| ۳.         | «خاتمه»                         | ۳:۵۸  |
| ۴.         | «درسی که هیچ وقت یاد گرفته نشد» | ۳:۵۴  |
| ۵.         | «به سوی صحنه»                   | ۳:۳۰  |
| ۶.         | «فداکاری»                       | ۱:۰۳  |
| ۷.         | «یک کسی، یه جایی»               | ۳:۳۷  |
| ۸.         | «بی جان»                        | ۴:۱۰  |
| ۹.         | «مسابقه»                        | ۴:۱۵  |
| ۱۰.        | «یک بطری دیگر»                  | ۳:۳۴  |
| ۱۱.        | «بی پروا و بی امان»             | ۴:۰۸  |
| ۱۲.        | «مورت ات دابو»                  | ۵:۱۵  |
| مجموع مدت: | مجموع مدت:                      | ۴۲:۲۵ |